# 德沼站
德沼站（：／ Deoksu yeok */?）是京義·中央線沿線的一座地面車站，位於韓國京畿道南楊州市瓦阜邑德沼里。本站有ITX-新村及無窮花號列車停靠。

## 車站結構
2面4線的雙島式月台，首都圈電鐵京義·中央線使用高床月台而無窮花號使用低床月台。現在設有月台幕門。

### 月台配置
| ↑ 養正（京義·中央線）／清涼里（中央線） ↑ |
| ４３ \| ２１ \|                           |
| ４３ \| ２１ \|                           |
| ↓ 陶深（京義·中央線）／楊平（中央線） ↓   |

| 月台 | 路線   | 類別                   | 目的地                       |
| ---- | ------ | ---------------------- | ---------------------------- |
| 1、2 | 中央線 | ●首都圈電鐵京義·中央線 | 菊秀、楊平、龍門方向         |
| 1    | 中央線 | 無窮花號、ITX-新村     | 不使用                       |
| 2    | 中央線 | 無窮花號、ITX-新村     | 原州、堤川、安木、正東津方向 |
| 3、4 | 中央線 | ●首都圈電鐵京義·中央線 | 回基、龍山、文山方向         |
| 3    | 中央線 | 無窮花號、ITX-新村     | 清涼里方向                   |
| 4    | 中央線 | 無窮花號、ITX-新村     | 不使用                       |